# Croatia Open Umag 2019
Croatia Open Umag 2019, oficiálním sponzorským názvem Plava Laguna Croatia Open Umag 2019, byl tenisový turnaj pořádaný jako součást mužského okruhu ATP Tour, který se hrál na otevřených antukových dvorcích Mezinárodního tenisového centra Stella Maris. Probíhal mezi 15. až 21. červencem 2019 v chorvatském Umagu jako třicátý ročník turnaje.
Turnaj s rozpočtem 586 140 eur patřil do kategorie ATP Tour 250. Nejvýše nasazeným hráčem ve dvouhře se stal desátý hráč světa Fabio Fognini z Itálie, který skrečoval zápas druhého kola pro poranění dolní končetiny. Jako poslední přímý účastník do hlavní singlové soutěže nastoupil 125. hráč žebříčku Argentinec Facundo Bagnis.
První singlový titul na okruhu ATP Tour vyhrál 29letý Srb Dušan Lajović. Deblovou soutěž ovládla nizozemsko-rakouská dvojice Robin Haase a Philipp Oswald, jejíž členové odehráli první společný turnaj jako pár.

## Rozdělení bodů a finančních odměn

### Rozdělení bodů
| Soutěž  | vítězové | finalisté | semifinalisté | čtvrtfinalisté | 16 v kole | 32 v kole | Q  | Q2 | Q1 |
| ------- | -------- | --------- | ------------- | -------------- | --------- | --------- | -- | -- | -- |
| dvouhra | 250      | 150       | 90            | 45             | 20        | 0         | 12 | 6  | 0  |
| čtyřhra | 250      | 150       | 90            | 45             | 0         | —         | —  | —  | —  |

### Finanční odměny
| Soutěž                              | vítězové | finalisté | semifinalisté | čtvrtfinalisté | 16 v kole | 32 v kole |
| ----------------------------------- | -------- | --------- | ------------- | -------------- | --------- | --------- |
| dvouhra                             | 90 390 € | 48 870 €  | 26 990 €      | 15 335 €       | 8 815 €   | 5 285 €   |
| čtyřhra                             | 29 650 € | 15 200 €  | 8 240 €       | 4 710 €        | 2 760 €   | —         |
| částka ve čtyřhře je uvedena na pár |          |           |               |                |           |           |

## Mužská dvouhra

### Nasazení
| Stát                            | Hráč             | ATP | Nasazení |
| ------------------------------- | ---------------- | --- | -------- |
| Itálie                          | Fabio Fognini    | 10. | 1.       |
| Chorvatsko                      | Borna Ćorić      | 14. | 2.       |
| Srbsko                          | Laslo Djere      | 35. | 3.       |
| Srbsko                          | Dušan Lajović    | 36. | 4.       |
| Itálie                          | Marco Cecchinato | 41. | 5.       |
| Srbsko                          | Filip Krajinović | 52. | 6.       |
| Slovensko                       | Martin Kližan    | 56. | 7.       |
| Argentina                       | Leonardo Mayer   | 59. | 8.       |
| Žebříček ATP k 1. červenci 2019 |                  |     |          |

### Jiné formy účasti
Následující hráči obdrželi divokou kartu do hlavní soutěže:
- Viktor Galović
- Nino Serdarušić
- Jannik Sinner

Následující hráč nastoupil do hlavní soutěže pod žebříčkovou ochranou:
- Cedrik-Marcel Stebe

Následující hráči postoupili z kvalifikace:
- Attila Balázs
- Salvatore Caruso
- Peter Torebko
- Marco Trungelliti

### Odhlášení
před zahájením turnaje
- Márton Fucsovics → nahradil jej  Facundo Bagnis
- Malek Džazírí → nahradil jej  Pedro Sousa
- Guido Pella → nahradil jej  Stefano Travaglia

### Skrečování
- Fabio Fognini
- Salvatore Caruso

## Mužská čtyřhra

### Nasazení
| Stát                                                                       | Hráč           | Stát      | Hráč           | ATP  | Nasazení |
| -------------------------------------------------------------------------- | -------------- | --------- | -------------- | ---- | -------- |
| Rakousko                                                                   | Oliver Marach  | Rakousko  | Jürgen Melzer  | 64.  | 1.       |
| Nizozemsko                                                                 | Robin Haase    | Rakousko  | Philipp Oswald | 102. | 2.       |
| Ukrajina                                                                   | Denys Molčanov | Slovensko | Igor Zelenay   | 131. | 3.       |
| Argentina                                                                  | Leonardo Mayer | Argentina | Andrés Molteni | 141. | 4.       |
| Žebříček ATP k 1. červenci 2019; číslo je součtem umístění obou členů páru |                |           |                |      |          |

### Jiné formy účasti
Následující páry obdržely divokou kartu do hlavní soutěže:
- Tomislav Brkić /  Ante Pavić
- Antonio Šančić /  Nino Serdarušić

Následující pár nastoupil z pozice náhradníka:
- Daniel Altmaier /  Rudolf Molleker

### Odhlášení
v průběhu turnaje
- Fabio Fognini

## Přehled finále

### Mužská dvouhra
- Dušan Lajović vs.  Attila Balázs, 7–5, 7–5

### Mužská čtyřhra
- Robin Haase /  Philipp Oswald vs.  Oliver Marach /  Jürgen Melzer,  7–5, 6–7(2–7), [14–12]